# Archeofit

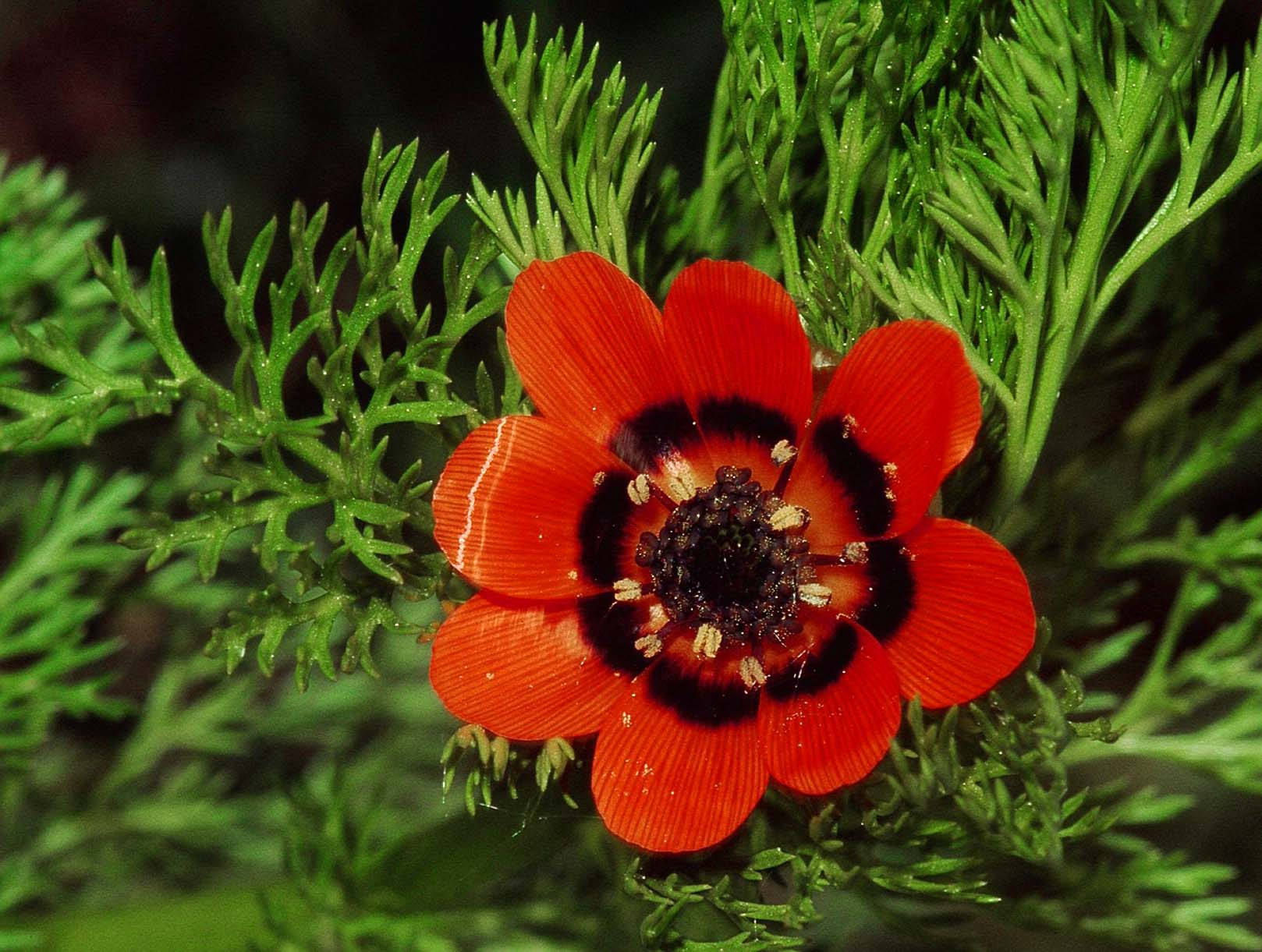
Miłek letni Adonis aestivalis – chwast polny, gatunek w Polsce wymierający

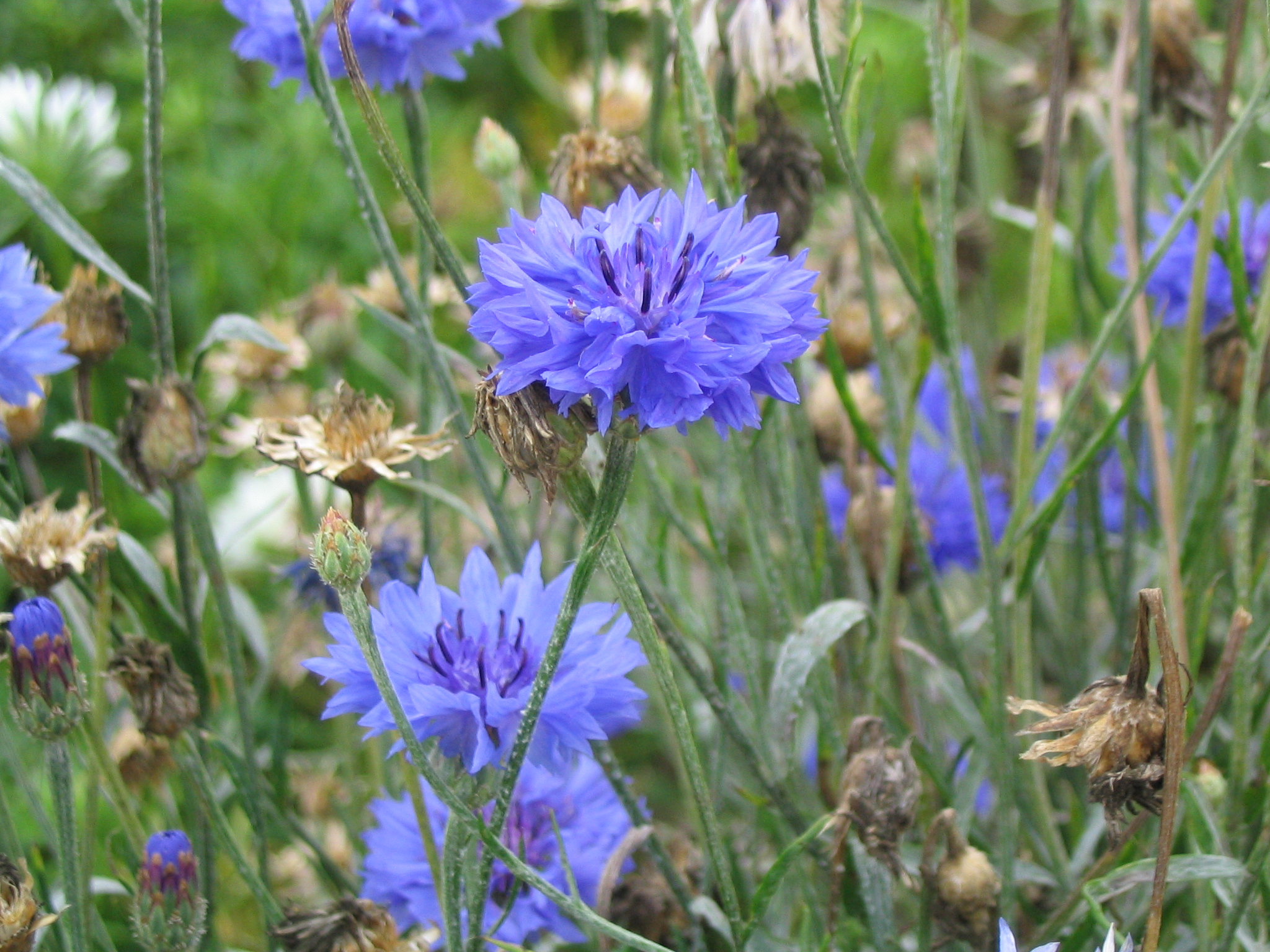
Chaber bławatek Centaurea cyanus – pospolity chwast segetalny

Archeofit (z gr. ἀρχή początek, φυτόν roślina) – gatunek rośliny obcego pochodzenia (antropofit), który przybył na dany obszar z innych rejonów geograficznych w czasach wczesnohistorycznych lub przedhistorycznych i występuje najczęściej w siedliskach synantropijnych.
Za datę graniczną przyjmuje się zwykle początek ery nowożytnej (przełom XV/XVI wieku) lub konkretnie rok 1500 lub 1492 – odkrycie Ameryki, które zapoczątkowało wymianę gatunków między Starym Światem (Europa, Azja, Afryka) i Nowym Światem. Rośliny, które przybyły na dany obszar później, zaliczane są do kenofitów.

## Pochodzenie archeofitów
Do archeofitów należą np. liczne gatunki chwastów, których nasiona znaleziono w wykopaliskach archeologicznych. Zostały one przypadkowo przez ludzi zawleczone, albo też rozprzestrzeniły się samorzutnie za pomocą wiatru (anemochoria) czy zwierząt (zoochoria). Ciekawym sposobem rozsiewania się części archeofitów jest speirochoria. Część taksonów archeofitów ma pochodzenie antropogeniczne (archaeophyta anthropogena).
Większość archeofitów występujących we florze Polski pochodzi z basenu Morza Śródziemnego. Zwykle rozprzestrzeniały się wraz z roślinami uprawnymi, a niektórym z nich udało się aklimatyzować w naturalnych siedliskach. Obecnie, w wyniku wprowadzenia skutecznych metod zwalczania chwastów, tym gatunkom, które występują wyłącznie na polach uprawnych (np. kąkol polny, miłek letni) grozi całkowite wyginięcie.

## Podział archeofitów
- gatunki zawleczone (archaeophyta adventiva)
- gatunki powstałe pod wpływem działalności człowieka (archaeophyta anthropogena)
- gatunki, które zdołały przetrwać wyłącznie na siedliskach antropogenicznych (archaeophyta resistentia)

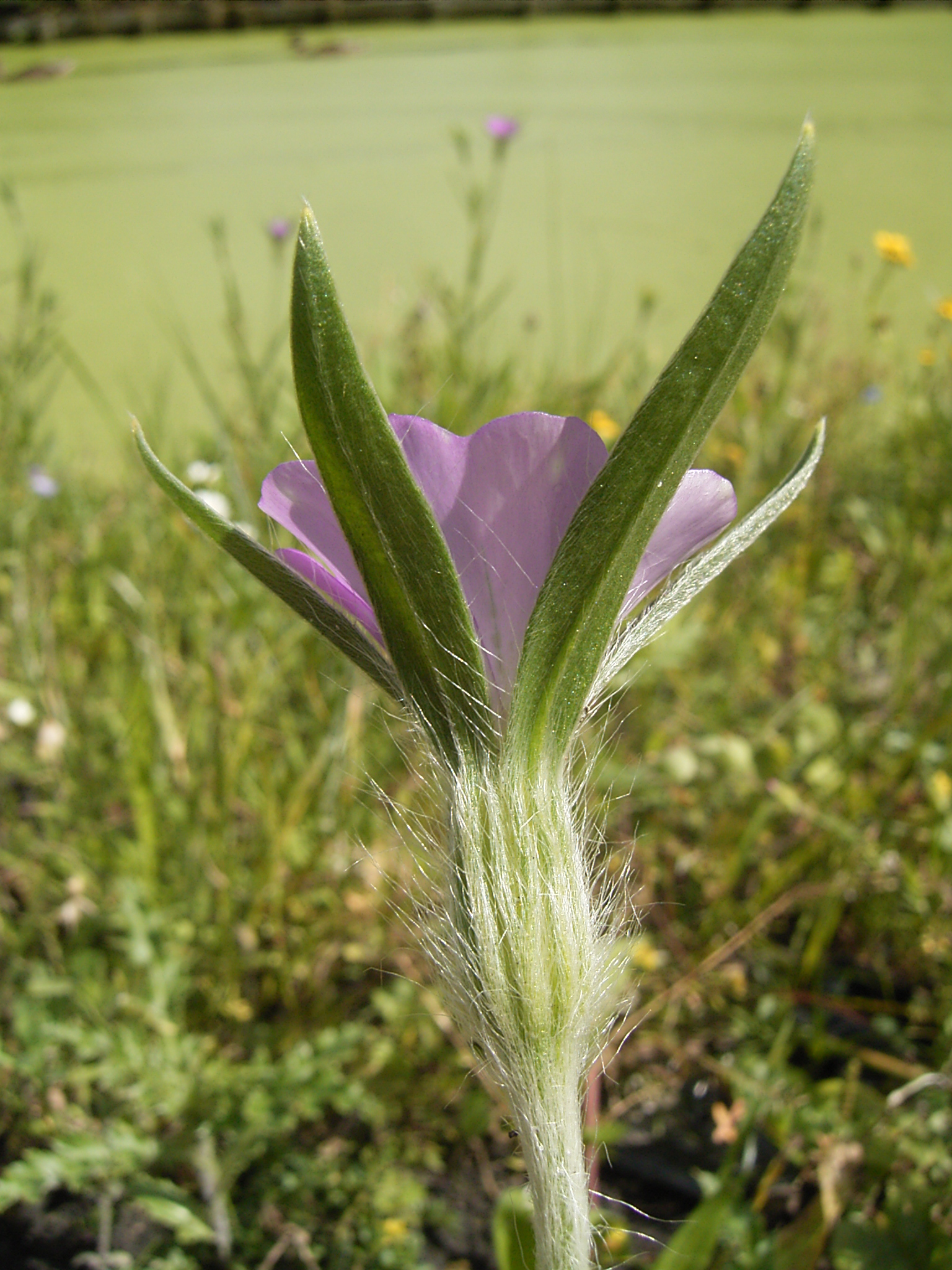
Kąkol polny Agrostemma githago – archeofit występujący w uprawach zbóż. Gatunek wymierający na większości terenu Europy

## Archeofity we florze Polski
Według badań B. Tokarskiej-Guzik we florze Polski w 2005 r. było 160 gatunków archeofitów.
Lista archeofitów Polski według L. Rutkowskiego:

- bodziszek gołębi (Geranium columbinum)
- bodziszek kosmaty (Geranium molle)
- bodziszek porozcinany (Geranium dissectum)
- bylica piołun (Artemisia absinthium)
- chaber bławatek (Centaurea cyanus)
- chrząstkowiec większy (Polycnemum majus)
- chwastnica jednostronna, kurze proso (Echinochloa crus-galli, syn. Panicum crus-galli)
- cykoria podróżnik (Cichorium intybus)
- czarnuszka polna (Nigella arvensis)
- czechrzyca grzebieniowata, trybulka grzebieniowata (Scandix pectin-veneris)
- czosnek wężowy (Allium scorodoprasum)
- czyściec polny (Stachys arvensis)
- czyściec roczny (Stachys annua)
- dymnica drobnokwiatowa (Fumaria vaillantii)
- dymnica pospolita (Fumaria officinalis)
- dymnica różowa (Fumaria schleicheri)
- dziki bez hebd (Sambucus ebulus)
- farbownik polny (Anchusa arvensis)
- gorczyca polna (Sinapis arvensis)
- groszek bulwiasty (Lathyrus tuberosus)
- grusza pospolita (Pyrus communis)
- iglica pospolita (Erodium cicutarium)
- jaskier polny (Ranunculus arvensis)
- jasnota biała (Lamium album)
- jasnota różowa (Lamium amplexicaule)
- jęczmień płonny (Hordeum murinum)
- kanianka lnowa (Cuscuta epilinum)
- kapusta czarna, gorczyca czarna (Brassica nigra)
- kapusta polna, rzepa, rzepik (Brassica campestris)
- kąkol polny (Agrostemma githago)
- kiksja oszczepowata (Kickxia elatine)
- kiksja zgiętoostrogowa (Kickxia spuria)
- kokornak powojowaty (Aristolochia clematitis)
- komosa kalinolistna (Chenopodium opulifolium)
- komosa mierzliwa (Chenopodium vulvaria)
- komosa murowa (Chenopodium murale)
- komosa strzałkowata (Chenopodium bonus-henricus)
- komosa zielona (Chenopodium suecicum, syn. Ch. viride)
- krowiziół zbożowy (Vaccaria hispanica, syn. V. pyramidata)
- kurzyślad polny (Anagallis arvensis)
- lepczyca rozesłana (Aperugo procumbens)
- lepnica francuska (Silene gallica)
- lepnica nocna, bniec dwudzielny (Silene noctiflora)
- lepnik zwyczajny (Lappula squarosa)
- lnica polna (Linaria arvensis)
- lnicznik siewny (Camelina sativa)
- lnicznik właściwy (Camelina alyssum)
- lulek czarny (Hyoscyamus niger)
- łoboda gwiazdkowata (Atriplex rosea)
- łoboda połyskująca (Atriplex nitens)
- mak piaskowy (Papaver argemone)
- mak polny (Papaver rhoeas)
- mak wątpliwy (Papaver dubium)
- maruna bezwonna (Matricaria perforata, syn: M. indora, Tripleurospermum perforata)
- mierznica czarna (Ballota nigra)
- miłek letni (Adonis aestivalis)
- miłek szkarłatny (Adonis flammea)
- miotła zbożowa (Apera spica-venti)
- mlecz zwyczajny, mlecz warzywny (Sonchus oleraceus)
- naradka wydłużona (Androsace elongata)
- nawrot polny (Lithospermum arvensis, syn. Buglossoides arvensis)
- nostrzyk biały (Melilotus alba)
- nostrzyk żółty (Melilotus officinalis)
- ostróżeczka polna (Consolida regalis)
- ośmiał mniejszy (Cerinthe minor)
- owies głuchy (Avena fatua)
- owies szorstki (Avena strigosa)
- ożędka groniasta (Neslia paniculata)
- palusznik krwawy (Digitaria sanguinalis, syn. Panicum sanguinale)
- palusznik nitkowaty (Digitaria ischaemum, syn. Panicum lineare)
- parietaria lekarska (Parietaria officinalis)
- pasternak zwyczajny (Pastinaca sativa)
- pieprzyca gruzowa (Lepidium rudrale)
- pieprzyca polna (Lepidium campestre)
- pokrzywa żegawka (Urtica urens)
- popłoch pospolity (Onopordum acanthium)
- portulaka pospolita (Portulaca oleracea)
- poziewnik wąskolistny (Galeopsis angustifolia)
- przetacznik ćmy (Veronica opaca)
- przetacznik lśniący (Veronica polita)
- przetacznik polny (Veronica arvensis)
- przetacznik rolny (Veronica agrestis)
- przetacznik trójlistkowy (Veronica triphyllos)
- przewiercień okrągłolistny (Bupleurum rotundifolium)
- przytulia fałszywa (Galium spurium)
- przytulia trójrożna (Galium tricornatum, syn. G. tricorne)
- psianka czarna (Solanum nirum)
- pszenica płaskurka (Triticum spelta)
- pszonacznik wschodni (Conringia orientalis)
- rdestówka powojowata (Fallopia convolvulus)
- rezeda żółta (Reseda lutea) – na południu
- roszponka bruzdkowana (Valerianella rimosa)
- roszponka warzywna (Valerianella locusta syn. V. olitoria)
- roszponka ząbkowana (Valerianella dentata)
- rumian polny (Anthemis arvensis)
- rumianek pospolity (Chamomilla recutita, syn. Matricaria chamomilla)
- rzodkiew świrzepa (Raphanus raphanistrum)
- sałata kompasowa (Lactuca serriola)
- skrytek drobnoowockowy (Aphanes microcarpa)
- skrytek polny (Aphanes arvensis)
- smagliczka kielichowata (Alyssum alyssoides, syn. A. calycinum), na północy
- sporek polny (Spergula arvensis)
- stokłosa dachowa (Bromus tectorum)
- stokłosa płonna (Bromus sterilis)
- stokłosa polna (Bromus arvensis)
- stokłosa żytnia (Bromus secalinus)
- stulicha psia (Descurainia sophia)
- stulisz lekarski (Sisymbrium officinale)
- szafirek miękkolistny (Muscari comosum)
- szczeć sukiennicza (Dipsacus fullonum, syn. D. silvestris)
- szczwół plamisty (Conium maculatum)
- szparag lekarski (Asparagus officinalis)
- ślaz drobnokwiatowy (Malva pusilla)
- ślaz zaniedbany (Malva neglecta)
- ślaz zygmarek (Malva alcea)
- tasznik pospolity (Capsella bursa-pastoris)
- tobołki polne (Thlaspi arvense)
- werbena pospolita (Verbena officinalis)
- wilczomlecz drobny (Euphorbia exigua)
- wilczomlecz obrotny (Euphorbia helioscopia)
- wilczomlecz ogrodowy (Euphorbia peplus)
- wilczomlecz sierpowaty (Euphorbia falcata)
- wilczomlecz szerokolistny (Euphorbia platyphyllos)
- wilczypieprz roczny (Thymelaea passerina)
- włośnica okółkowa (Setaria verticillata)
- włośnica sina (Setaria pumila, syn. S. glauca)
- włośnica zielona (Setaria viridis)
- włośnica zwodnicza (Setaria decipiens, syn. S. ambigua)
- włóczydło polne (Caucalis platycarpos, syn. C. daucoides)
- wyczyniec polny (Alopecurus myosuroides)
- wyka drobnokwiatowa (Vicia hirsuta)
- wyka siewna (Vicia sativa)
- wyżlin polny (Misopates orontium, syn. Antirrhinum orontium)
- złocień polny (Chrysanthemum segetum)
- żmijowiec zwyczajny (Echium vulgare)
- życica lnowa (Lolium remotum)
- życica roczna (Lolium temulentum)

Wykaz obejmuje większość gatunków roślin naczyniowych we florze Polski, jednak nie jest to pełna lista, gdyż nieujęte są taksony występujące wyłącznie w górach (archeofitów wśród nich jest niewiele). Pominięto też drobniejsze taksony (podgatunki i odmiany) oraz gatunki, co do pochodzenia których istnieją wątpliwości.